# Borys Jakowlew
Borys Jakowlew (ukrainisch Борис Яковлев, engl. Transkription Borys Yakovlev; * 16. Juli 1945 in Petrowsk; † 23. Juni 2014) war ein ukrainischer Geher, der für die Sowjetunion startete.
Im 20-km-Gehen wurde er bei den Leichtathletik-Europameisterschaften 1969 in Athen und 1971 in Helsinki jeweils Siebter und 1978 in Prag Vierter.
Bei den Olympischen Spielen 1980 in Moskau wurde er im 50-km-Gehen disqualifiziert.